# Paramontana fusca
Paramontana fusca é uma espécie de gastrópode do gênero Paramontana, pertencente a família Raphitomidae.